# Parafia św. Maksymiliana Marii Kolbego w Porębie
Parafia św. Maksymiliana Marii Kolbego w Porębie – katolicka parafia w dekanacie pszczyńskim, w Porębie. Została utworzona 15 maja 1983 roku.

## Historia
Starania o budowę kościoła zapoczątkował proboszcz z Pszczyny ks. Józef Kuczera. Świątynia miała stanąć przy drodze z Pszczyny do Wodzisławia Śląskiego, którędy w czasie II wojny światowej szli więźniowie niemieckich obozów koncentracyjnych w tzw. marszu śmierci, stąd jako patrona parafii obrano męczennika Auschwitz św. Maksymiliana Kolbego. 
Z nastaniem powojennych rządów komunistycznych otrzymanie zezwolenia na taką budowę było niezwykle trudne, wręcz niemożliwe. W okresie PRL-u zajęcia katechetyczne prowadzono w prywatnych domach. W związku z tym pod koniec lat siedemdziesiątych zrodził się pomysł zbudowania własnego punktu katechetycznego. Równocześnie rozpoczęły się rozważania nad jego lokalizacją, przy czym już wówczas skrycie marzono o poszerzeniu jego funkcji. Ludwik Pająk wyraził chęć przekazania na ten cel działki w północnym sąsiedztwie ul. Świerczewskiego. Miejsce to zaaprobowali mieszkańcy tej ulicy. Obiekcje wyrażali natomiast ludzie z okolic dawnego dworu i ul. Barbórki. Proponowanej lokalizacji nie poparł również proboszcz macierzystej parafii pszczyńskiej ks. Kuczera, gdyż oferowane miejsce znajdowało się w obniżeniu. – Jeśli w przyszłości budowla ma spełniać także zadania świątyni, to winna powstać w bardziej eksponowanym miejscu – tłumaczył. W końcu półhektarową działkę uzyskano od gospodarza Ryszarda Klimczyka.
Budowę rozpoczęto 2 listopada 1981. W trakcie budowy zmieniono zadanie inwestycyjne, aby nowy obiekt łączył zadania punktu katechetycznego i kościoła. Działo się to w czasach gwałtownych przemian politycznych w kraju i uzyskanie odpowiednich zezwoleń okazało się łatwiejsze niż w czasach Gomułki, tym bardziej, że nowa świątynia miała być pw. św. Maksymiliana M. Kolbego – męczennika oświęcimskiego. Projekt budowli sporządził inż. Antoni Turek, konstruktorem był inż. Rudolf Fojcik, projektantem i wykonawcą wystroju wnętrza artysta rzeźbiarz Zygmunt Brachmański. Z ramienia pszczyńskiego proboszcza budową opiekował się ks. Józef Marek, dzisiejszy proboszcz nowej pszczyńskiej parafii Podwyższenia Krzyża Świętego i MB Częstochowskiej. 
Dzięki dużemu zaangażowaniu miejscowej społeczności katolickiej, wspieranej przez całą parafię pszczyńską, budowa w szybkim tempie posuwała się do przodu. 15 maja 1983 biskup katowicki Herbert Bednorz poświęcił kościół, aczkolwiek świątynia była jeszcze w stanie surowym. Tegoż samego dnia została w Porębie erygowana parafia. Konsekracja kościoła nastąpiła później. Dokonał jej 18 III 1990 bp pomocniczy Gerard Bernacki.
Pierwszym proboszczem porębskiej parafii ustanowiono w 1983 r. ks. Wojciecha Zygmunta, mgr. socjologii, kanonika honorowego, ur. 6 czerwca 1942 r. w Wirku, wyświęconego 1966 r. w Katowicach. Na niego spadły prace przy wykończeniu wnętrza kościoła i sal katechetycznych oraz zagospodarowanie otoczenia świątyni. W trudnych kryzysowych latach dziewięćdziesiątych nawiązał kontakt z niemiecką miejscowością Mühlheim nad Menem. Jedna z tamtejszych parafii pw. św. Marka posiada swoją placówkę filialną „Maximilian Kolbe Zentrum”. Tamtejszy proboszcz, ks. Johann Kotschner, zaprzyjaźniony z ks. Wojciechem Zygmuntem, przyczynił się m.in. do wyposażenia wnętrza porębskiego kościoła. Wspierał także w trudnym czasie parafian przysyłając im pomoc materialną.

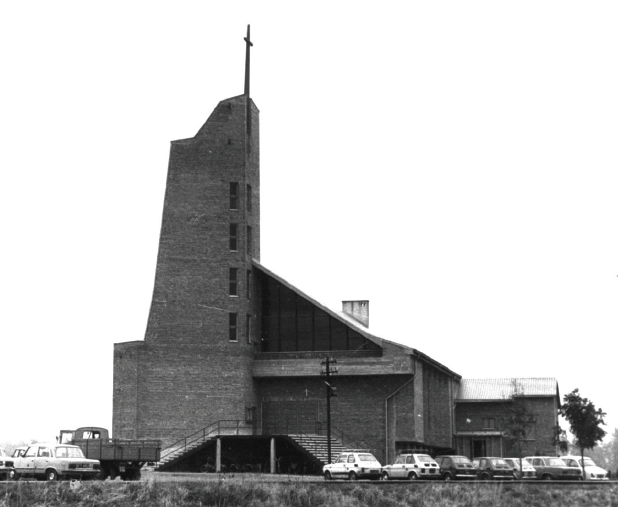
Kościół w Porębie po wybudowaniu w surowym stanie
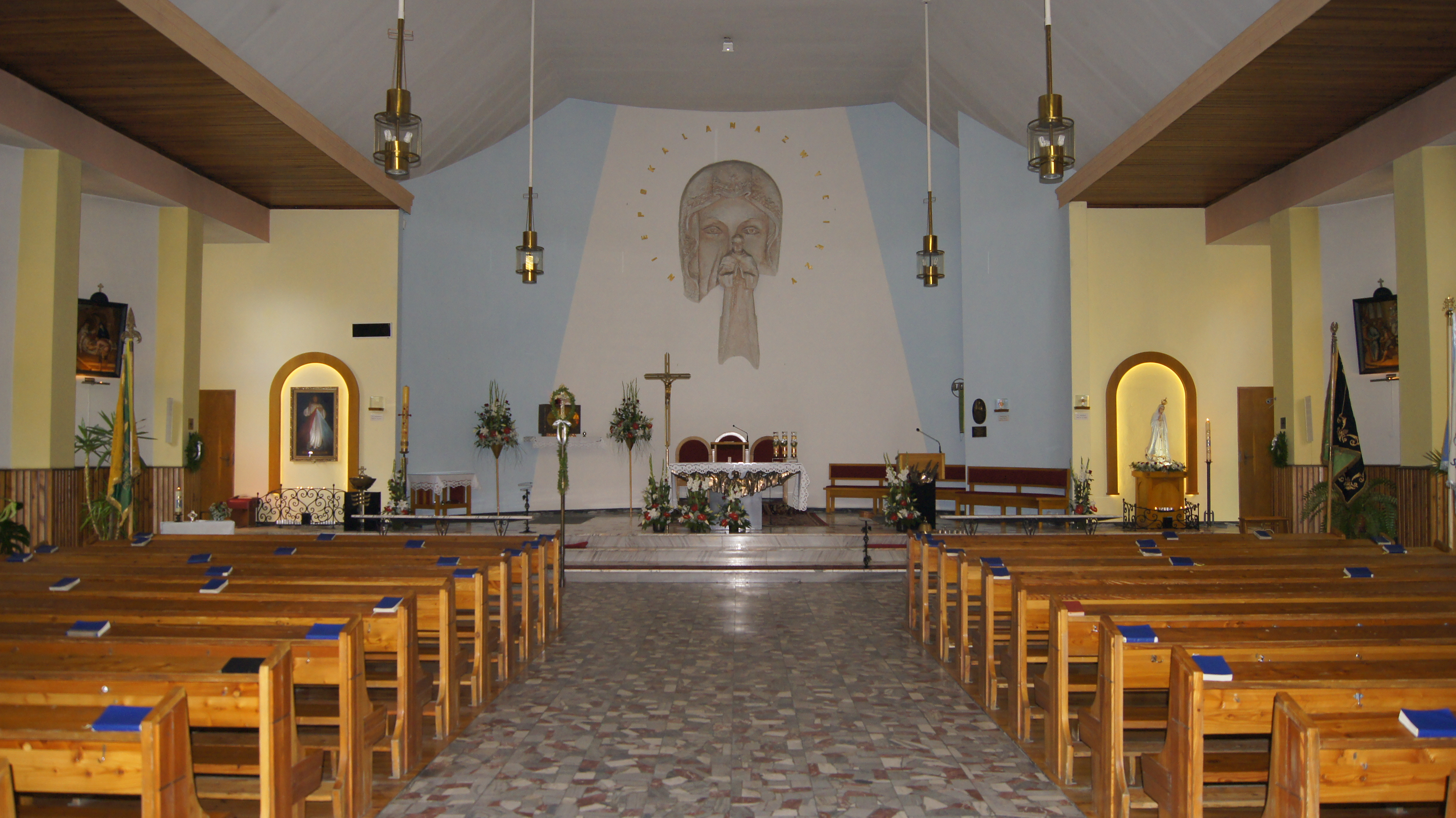
Kościół Pw. św. Maksymiliana Marii Kolbego w Porębie - wnętrze kościoła rok 2012
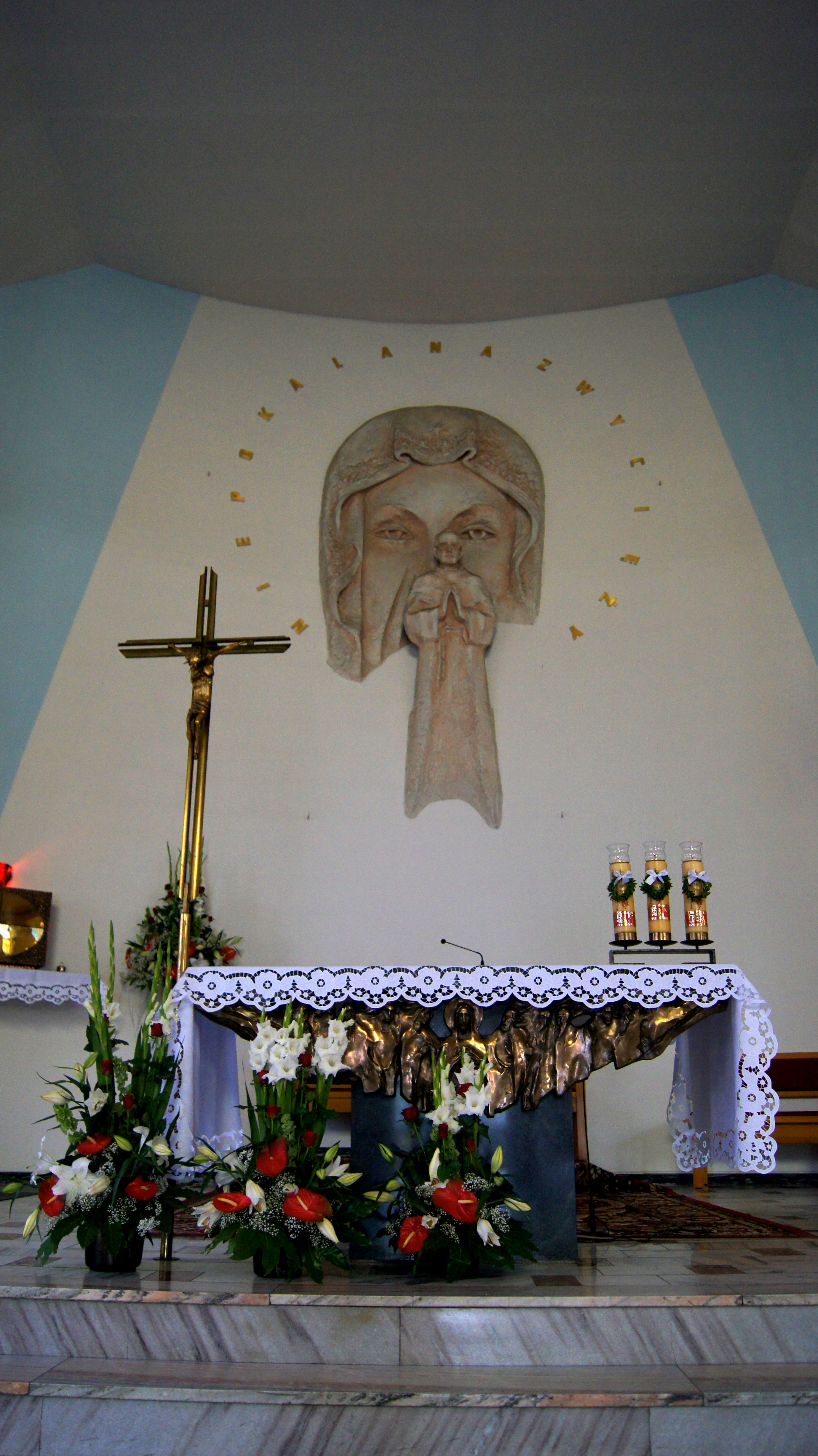
Ołtarz w kościele Pw. św. Maksymiliana Marii Kolbego w Porębie

## Proboszczowie
Od początku istnienia parafii proboszczami w Porębie byli:
- ks. Wojciech Zygmunt
- ks. Stanisław Musioł